# Bresilley
Bresilley és un municipi francès situat al departament de l'Alt Saona i a la regió de Borgonya - Franc Comtat. L'any 2007 tenia 160 habitants.

## Demografia

### Població
El 2007 la població de fet de Bresilley era de 160 persones. Hi havia 72 famílies, de les quals 30 eren unipersonals (4 homes vivint sols i 26 dones vivint soles), 19 parelles sense fills, 19 parelles amb fills i 4 famílies monoparentals amb fills.
La població ha evolucionat segons el següent gràfic:
Habitants censats

### Habitatges
El 2007 hi havia 92 habitatges, 74 eren l'habitatge principal de la família, 15 eren segones residències i 3 estaven desocupats. 73 eren cases i 18 eren apartaments. Dels 74 habitatges principals, 54 estaven ocupats pels seus propietaris, 19 estaven llogats i ocupats pels llogaters i 2 estaven cedits a títol gratuït; 1 tenia una cambra, 5 en tenien dues, 15 en tenien tres, 20 en tenien quatre i 34 en tenien cinc o més. 57 habitatges disposaven pel capbaix d'una plaça de pàrquing. A 40 habitatges hi havia un automòbil i a 31 n'hi havia dos o més.

### Piràmide de població
La piràmide de població per edats i sexe el 2009 era:
| Homes | Edats   | Dones |
| ----- | ------- | ----- |
| 0     | 95 o +  | 0     |
| 0     | 90 a 94 | 4     |
| 0     | 85 a 89 | 4     |
| 0     | 80 a 84 | 0     |
| 4     | 75 a 79 | 0     |
| 0     | 70 a 74 | 0     |
| 4     | 65 a 69 | 0     |
| 4     | 60 a 64 | 4     |
| 4     | 55 a 59 | 4     |
| 8     | 50 a 54 | 16    |
| 0     | 45 a 49 | 4     |
| 4     | 40 a 44 | 0     |
| 0     | 35 a 39 | 8     |
| 4     | 30 a 34 | 4     |
| 12    | 25 a 29 | 0     |
| 0     | 20 a 24 | 0     |
| 8     | 15 a 19 | 4     |
| 4     | 10 a 14 | 0     |
| 4     | 5 a 9   | 4     |
| 4     | 0 a 4   | 0     |

## Economia
El 2007 la població en edat de treballar era de 102 persones, 76 eren actives i 26 eren inactives. De les 76 persones actives 70 estaven ocupades (37 homes i 33 dones) i 7 estaven aturades (4 homes i 3 dones). De les 26 persones inactives 12 estaven jubilades, 4 estaven estudiant i 10 estaven classificades com a «altres inactius».

### Ingressos
El 2009 a Bresilley hi havia 75 unitats fiscals que integraven 166 persones, la mediana anual d'ingressos fiscals per persona era de 18.019,5 €.

### Activitats econòmiques
Dels 6 establiments que hi havia el 2007, 2 eren d'empreses de construcció, 1 d'una empresa d'hostatgeria i restauració, 1 d'una empresa d'informació i comunicació, 1 d'una empresa de serveis i 1 d'una entitat de l'administració pública.
Dels 2 establiments de servei als particulars que hi havia el 2009, 1 era un paleta i 1 restaurant.

## Poblacions més properes
El següent diagrama mostra les poblacions més properes.